# Felix Santschi
Felix Santschi, född 1 december 1872 i Bex, död 20 november 1940 i Lausanne, var en schweizisk entomolog. Han beskrev över 2 000 arter av myror.
Santschi var först med att visa att skördemyror navigerar efter solen. Han kunde slå fast att myrorna kunde hitta tillbaka till sin stack även om en mycket liten del av himlen var synlig. Var himlen helt dold förlorade de sin riktningskänsla och rörde sig slumpmässigt. Närmare sjuttio år senare kunde man påvisa att myrorna använder sig av ljusets polarisation.
Auktorsnamnet Santschi kan användas för Felix Santschi i samband med ett vetenskapligt namn inom zoologin; se Wikipedia-artiklar som länkar till auktorsnamnet.